# Öresunds GK
Öresunds GK är en golfklubb i Häljarp utanför Landskrona i Skåne.
Banan är seasidebana med viss parkkaraktär. Den består av många vattenhinder och singelklippta greener som är byggda enligt USGA-normerna. Klubben byggde det första kompletta dubbelradiga bevattningssystem i Sverige.
Det 13:e hålet är en kopia av det berömda 17:e hålet på TPC Sawgrass i USA.
Klubbhuset är inrett i en gammal lada med shop, restaurang Clubhouse och kontor som går att hyra.
Träningsområde finns med en stor putting green, stor range med några mattor under tak samt två separata greener för bunkerslag och chippar. 
Klubben tillhörde ursprungligen Svenska Top-Tee AB, men 2009 sattes Öresund Golf AB i konkurs. Markägaren, William Nordén, tog över klubben från konkursförvaltaren utan påverkan för medlemmarna.